# Invenusta paracnida
Invenusta paracnida är en plattmaskart som först beskrevs av Tor Karling 1966, och fick sitt nu gällande namn av Sopott-Ehlers 1976. Invenusta paracnida ingår i släktet Invenusta och familjen Coelogynoporidae. Inga underarter finns listade i Catalogue of Life.